# Епархия Принс-Джорджа
Епархия Принс-Джорджа (лат. Dioecesis Principis Georgensis) — епархия Римско-Католической церкви с центром в городе Принс-Джордж, провинция Британская Колумбия, Канада. Епархия Принс-Джорджа входит в архиепархию Ванкувера.

## История
14 января 1944 года Святым Престолом был учреждён Апостольский викариат Принс-Руперта, который выделился из Апостольского викариата Юкон-Принс Руперта.
13 июля 1967 года Апостольский викариат Принс-Руперта был преобразован в епархию Принс-Джорджа.

## Ординарии епархии
- епископ Emile-Marie Bunoz (14.01.1944 — 3.06.1945);
- епископ Anthony Jordan (22.06.1945 — 27.04.1955);
- епископ John Fergus O’Grady (19.12.1955 — 9.06.1986);
- епископ Hubert Patrick O’Connor (9.06.1986 — 8.07.1991);
- епископ Gerald William Wiesner (6.10.1992 — 3.01.2013);
- епископ Stephen Jensen (3.01.2013 — по настоящее время).

## Источник
- Annuario Pontificio, Libreria Editrice Vaticana, Città del Vaticano, 2003, ISBN 88-209-7422-3